# Quenemo, Kansas
Quenemo, Kansas (енгл. Quenemo) град је у америчкој савезној држави Канзас.

## Демографија
По попису из 2010. године број становника је 388, што је 80 (-17,1%) становника мање него 2000. године.
| Група             | 2000.       | 2010.       |
| Белци             | 436 (93,2%) | 356 (91,8%) |
| Афроамериканци    | 1 (0,2%)    | 5 (1,3%)    |
| Азијати           | 0 (0,0%)    | 0 (0,0%)    |
| Хиспаноамериканци | 2 (0,4%)    | 7 (1,8%)    |
| Укупно            | 468         | 388         |